# Connomyia zeus
Connomyia zeus är en tvåvingeart som beskrevs av Jason Gilbert Hayden Londt 1993. Connomyia zeus ingår i släktet Connomyia och familjen rovflugor.
Artens utbredningsområde är Nigeria. Inga underarter finns listade i Catalogue of Life.